# Cyanea munroi
Cyanea munroi là loài thực vật có hoa trong họ Hoa chuông. Loài này được (Hosaka) Lammers mô tả khoa học đầu tiên năm 1998.